# 老厂镇 (富源县)
老厂镇，是中华人民共和国云南省曲靖市富源县下辖的一个镇。

## 行政区划
老厂镇下辖以下地区：
老厂社区、拖竹村、大格村、押租村、新角村、新保村、者米村、迤得黑村和黑克村。